# Mladen Petrić
Mladen Petrić (n. 1 ianuarie 1981) este un fotbalist internațional croat, actualmente retras din activitate. De asemenea el mai deține și cetățenie elvețiană. În trecut a jucat la cluburi ca Grasshopper, Basel, Borussia Dortmund, Hamburger SV, Fulham, West Ham United și Panathinaikos, dar și în echipa națională de fotbal a Croației.

## Goluri internaționale
| #   | Data               | Stadion                                   | Oponent       | Scor  | Rezultat | Competiția                                             |
| --- | ------------------ | ----------------------------------------- | ------------- | ----- | -------- | ------------------------------------------------------ |
| 01. | 21 august 2002     | Stadion Varteks, Varaždin, Croația        | Țara Galilor  | 1 – 1 | 1 – 1    | Meci amical                                            |
| 02. | 7 octombrie 2006   | Maksimir, Zagreb, Croația                 | Andorra       | 1 – 0 | 7 – 0    | Preliminariile Campionatului European de Fotbal 2008   |
| 03. | 7 octombrie 2006   | Maksimir, Zagreb, Croația                 | Andorra       | 2 – 0 | 7 – 0    | Preliminariile Campionatului European de Fotbal 2008   |
| 04. | 7 octombrie 2006   | Maksimir, Zagreb, Croația                 | Andorra       | 3 – 0 | 7 – 0    | Preliminariile Campionatului European de Fotbal 2008   |
| 05. | 7 octombrie 2006   | Maksimir, Zagreb, Croația                 | Andorra       | 4 – 0 | 7 – 0    | Preliminariile Campionatului European de Fotbal 2008   |
| 06. | 7 februarie 2007   | Kantrida, Rijeka, Croația                 | Norvegia      | 1 – 0 | 2 – 1    | Meci amical                                            |
| 07. | 12 septembrie 2007 | Estadi Comunal, Andorra la Vella, Andorra | Andorra       | 0 – 2 | 0 – 6    | Preliminariile Campionatului European de Fotbal 2008   |
| 08. | 12 septembrie 2007 | Estadi Comunal, Andorra la Vella, Andorra | Andorra       | 0 – 3 | 0 – 6    | Preliminariile Campionatului European de Fotbal 2008   |
| 09. | 21 noiembrie 2007  | Wembley Stadium, Londra, Anglia           | Anglia        | 2 – 3 | 2 – 3    | Preliminariile Campionatului European de Fotbal 2008   |
| 10. | 6 septembrie 2008  | Maksimir, Zagreb, Croația                 | Kazahstan     | 3 – 0 | 3 – 0    | Calificările pentru Campionatul Mondial de Fotbal 2010 |
| 11. | 6 iunie 2009       | Maksimir, Zagreb, Croația                 | Ucraina       | 1 – 0 | 2 – 2    | Calificările pentru Campionatul Mondial de Fotbal 2010 |
| 12. | 3 septembrie 2010  | Skonto Stadium, Riga, Latvia              | Letonia       | 0 – 1 | 0 – 3    | Preliminariile Campionatului European de Fotbal 2012   |
| 13. | 6 februarie 2013   | Craven Cottage, London, England           | Coreea de Sud | 0 – 4 | 0 – 4    | Meci amical                                            |

## Palmares

### Club
Grasshopper Club Zürich
- Super League (Elveția): 2000–01, 2002–03

FC Basel
- Super League (Elveția): 2004–05
- Cupa Elveției: 2006–07
- Uhrencup: 2006

### Individual
- Golgheter în Super League (Elveția): 2007